# Centrotypus acuticornis
Centrotypus acuticornis är en insektsart som beskrevs av Schmidt 1926. Centrotypus acuticornis ingår i släktet Centrotypus och familjen hornstritar. Inga underarter finns listade i Catalogue of Life.